# Argentina ai XVI Giochi olimpici invernali
L'Argentina partecipò ai XVI Giochi olimpici invernali, svoltisi ad Albertville, Francia, dall'8 al 23 febbraio 1992, con una delegazione di 20 atleti impegnati in cinque discipline.